# Alcyonium grandiflorum
Alcyonium grandiflorum is een zachte koraalsoort uit de familie Alcyoniidae. De koraalsoort komt uit het geslacht Alcyonium. Alcyonium grandiflorum werd in 1974 voor het eerst wetenschappelijk beschreven door Tixier-Durivault & d'Hondt. 